# Ribesfamilie
De ribesfamilie (Grossulariaceae) is een familie van tweezaadlobbige heesters.
Deze wordt tegenwoordig geacht te bestaan uit één geslacht: Ribes, dat dan breed omschreven is. In die omschrijving komt de familie voor in gematigde streken van het noordelijk halfrond en in de Andes.
In het verleden heeft de familie nogal diverse omschrijvingen gekend. In het Cronquist-systeem (1981) was de familie in de orde Rosales geplaatst.